# Oscylacje Maddena-Juliana
Oscylacje Maddena-Juliana (MJO) – zjawisko w atmosferze tropikalnej, odpowiedzialne za szereg zjawisk pogodowych w skali wewnątrzsezonowej i zjawisk klimatycznych w skali 2-3 lat oraz za związki, czyli telekonekcje meteorologiczne, pomiędzy atmosferą tropikalną a zjawiskami pogodowymi w średnich szerokościach geograficznych.
W skali sezonowej MJO są związane z opóźnieniem i przerwami w monsunie indyjskim i związane z tym susze. MJO są obserwowane jako cykliczne zmiany zachmurzenia w atmosferze tropikalnej. Zaburzenia te wędrują na wschód i obserwowane są wyraźnie na zdjęciach satelitarnych w obszarach nad Oceanem Indyjskim i Pacyfikiem. MJO jest także znane pod nazwą oscylacji 30-60 dniowych i oscylacji wewnątrzsezonowych (ang. intraseasonal oscillations). MJO jest łatwo monitorować, ale znacznie trudniej przewidywać z wyprzedzeniem kilkutygodniowym. Mimo że fala MJO nie jest bezpośrednio obserwowana nad Afryką na zdjęciach satelitarnych, to wydaje się, że obiega jednak całą kulę ziemską.

## Zjawiska meteorologiczne
Widoczna pokrywa górnych chmur związana z MJO może być wielkości obszaru Polski. 
- MJO powoduje tworzenie się bliźniaczych cyklonów tropikalnych – jednego na półkuli północnej, drugiego na półkuli południowej,
- istnieje hipoteza, że kilka kolejnych oscylacji MJO zapoczątkowuje zjawisko El Niño i związane z nim globalne związki zjawisk pogodowych w tropikach i średnich szerokościach geograficznych,
- faza MJO jest istotna w zjawisku zapoczątkowania lub opóźnienia monsunu indyjskiego, a co za tym idzie zjawisko to jest pośrednio odpowiedzialne za katastrofalne susze w Indiach w przypadku opóźnionego monsunu,
- oscylacje MJO są też odpowiedzialne za przerwy w monsunie indyjskim w czasie jego trwania.

## Telekonekcje pomiędzy Ameryką Północną i tropikami
- „Ekspres Ananasowy” – zimowe opady w zachodniej części Stanów Zjednoczonych zależą od fazy oscylacji MJO. System zależności nazywany w meteorologii „Ekspresem Ananasowym”, w którym wilgotność z atmosfery tropikalnej jest przenoszona do zachodniego wybrzeża USA dzięki oddziaływaniu z zachodnim prądem strumieniowym średnich szerokości geograficznych.
- Wpływ na letni monsun północnoamerykański.
- MJO wpływa na cyklogenezę tropikalną.

## Prędkość grupowa i prędkość fazowa
MJO są dobrym przykładem zjawiska fizycznego, które jako całość przesuwa się na wschód (prędkość grupowa) poprzez kolejne odradzanie się komórek konwekcyjnych na wschód od komórek już istniejących, ale którego wszystkie indywidualne elementy – cyklony tropikalne (czyli tzw. fale Rossby’ego), wędrują na zachód. Jest to przykład różnicy pomiędzy prędkością grupową i prędkością fazową.